# پیز داسان
پیز داسان (به لاتین: Piz d'Esan) یک کوه در سوئیس است که در کانتون گراوبوندن واقع شده‌است. پیز داسان ۳٬۱۲۷ متر بالاتر از سطح دریا واقع شده‌است.